# Estación Comunidad Bordeau
Comunidad Bordeau era una detención del servicio ferroviario del Ramal Santa Fe - Santa Bárbara, ubicada a un costado del camino Santa Fe - Los Ángeles, comuna de Los Ángeles. Figura como detención en los itinerarios del año 1972 en los servicios regulares de pasajeros del ramal.
- Datos: Q5841703